# Carmine Caridi
Carmine Caridi (New York, 1934. január 23. – Los Angeles, Kalifornia, 2019. május 28.) amerikai színész.

## Fontosabb filmjei
- Az Anderson-magnószalagok (The Anderson Tapes) (1971)
- A banda, amelyik nem tudott jól lőni (The Gang That Couldn't Shoot Straight) (1971)
- Irish Whiskey Rebellion (1972)
- I Could Never Have Sex with Any Man Who Has So Little Regard for My Husband (1973)
- Kattant Joe (Crazy Joe) (1974)
- A szerencsejátékos (The Gambler) (1974)
- A Keresztapa II. (The Godfather Part II) (1974)
- Kojak (1975, 1977, tv-sorozat, két epizódban)
- Retkes verdák rémei (Car Wash) (1976)
- Hollywood Man (1976)
- Starsky és Hutch (Starsky & Hutch) (1978, tv-sorozat, egy epizódban)
- Bohókás nyomozás (The Cheap Detective) (1978)
- Kiss Meets the Phantom of the Park (1978, tv-film)
- Mr. Too Little (1978)
- Apósok akcióban (The In-Laws) (1979)
- A város hercege (Prince of the City) (1981)
- Szórd a pénzt és fuss!/Brewster milliói (Brewster’s Millions) (1985)
- Hóbortos vakáció (Summer Rental) (1985)
- Pénznyelő The Money Pit) (1986)
- Valami kis szerelem (Some Kind of Wonderful) (1987)
- Kétes döntés (Split Decisions) (1988)
- A Keresztapa III. (The Godfather Part III) (1990)
- Havanna (Havana) (1990)
- Az élet büdös (Life Stinks) (1991)
- A végzet asszonya (Femme Fatale) (1991)
- Ruby – A Kennedy-gyilkosság másik arca (Ruby) (1992)
- Szuperhekus kutyabőrben (Top Dog) (1995)
- Botcsinálta gyilkosjelölt (Killer per caso) (1997)
- Splendor Falls (1999)
- Carlo’s Wake (1999)
- 18 D (2000)
- Do It for Uncle Manny (2002)
- Senki nem tud semmit (Nobody Knows Anything!) (2003)
- Runaways (2003)
- Wednesday Again (2008)
- Rivers 9 (2015)
- Frank and Ava (2018)
- I’ll Be Next Door for Christmas (2018)